# 1622 w literaturze
Wydarzenia literackie w 1622 roku.

## Nowe książki
- polskie
  - Jan Ostroróg – Wojna wołoska od cesarza tureckiego Osmana przeciwko Koronie polskiej podniesiona
- zagraniczne 
  - Alessandro Tassoni – Wiadro porwane